# Ledigenheim für Männer (Berlin)

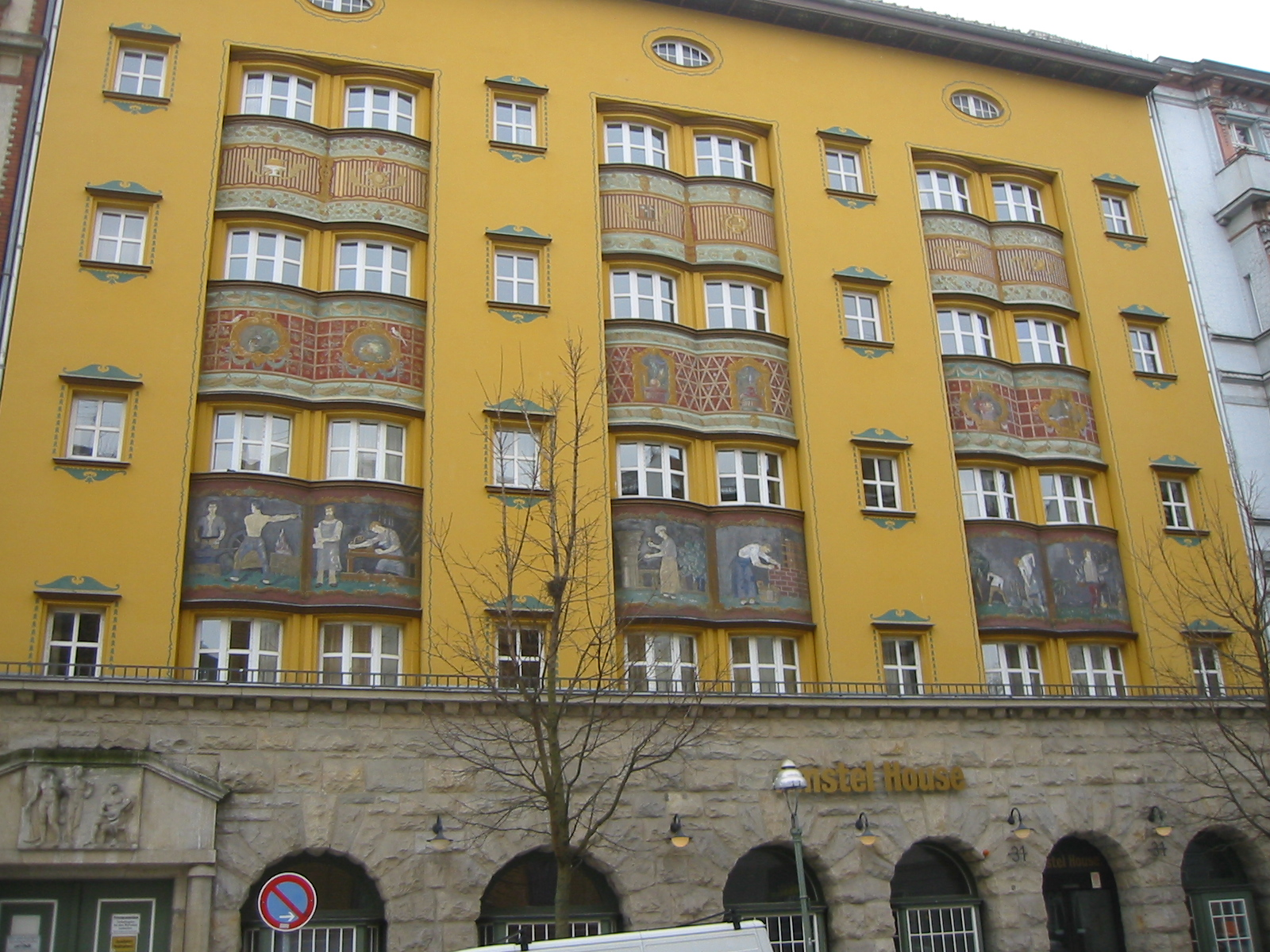
Ehemaliges Ledigenheim in der Waldenserstraße 31

Das ehemalige Ledigenheim für Männer ist ein denkmalgeschütztes Bauwerk in der Waldenserstraße 31 im Berliner Ortsteil Moabit.

## Geschichte und Funktion des Gebäudes
1911 erwarb der Verein Ledigenheim e. V. das Grundstück in der Waldenserstraße. Ziel war, durch die Errichtung eines Heimes die zunehmende Wohnungsnot alleinstehender Männer zu mildern. Diese mussten sich bislang in den beengten Arbeiterwohnungen als Schlafgänger einen Schlafplatz suchen.
Das Haus entstand in den Jahren 1913 und 1914 nach Plänen von Otto Kohtz unter der Leitung von Emil Schütze. Die Eröffnung fand am 28. Juni 1914 statt, zum 26-jährigen Regierungsjubiläums Kaiser Wilhelms II. Es erhielt den Namen Haus Wichern und erinnerte damit an den Begründer der Inneren Mission, Johann Hinrich Wichern. Das Bauwerk bestand aus einem Vorderhaus mit zwei Seitenflügeln sowie zwei Querflügeln, die zwei begrünte Innenhöfe umschlossen. Es bot Platz für 202 möblierte Zimmer. Das Erdgeschoss, in dem ein Speisesaal untergebracht war, wurde mit einem dunklen bossierten Naturstein verkleidet. Daran schließt sich eine über alle fünf Geschosse verputzte, helle und glatte Fassade an. Auffällig sind die drei vertikalen Achsen, die sich vom zweiten bis zum vierten Geschoss wie Säulen aus der Fassade wölben. Diese Wölbung wird durch die konvexe Anordnung der Fenster und Brüstungen unterstützt. Sie wiederum sind mit Fassadenmalereiarbeiten geschmückt, die an die Lüftlmalerei Oberbayerns erinnern. Gezeigt werden für die Zeit typische Gewerke der dort lebenden Schlafgänger. Unter dem Dach befanden sich Wannenbäder und Duschen; darauf ein – für die damalige Zeit durchaus ungewöhnlich – Schwimmbecken mit Dachgarten. Die Bildhauerarbeiten stammen von Georges Morin.
Nach dem Zweiten Weltkrieg lebten in dem Gebäude Waisenkinder, später wurde es als Altersheim genutzt. In den Jahren 1983 bis 1985 erfolgte ein umfangreicher Umbau durch das Jugenddorf des Diakonischen Werkes. Heute befindet sich dort ein Hostel.